# والتر بروس
والتر بروس (بالإنجليزية: Walter Bruce)‏ (1 يناير 1915 بسندرلاند في المملكة المتحدة - ) هو لاعب كرة قدم بريطاني في مركز مهاجم داخلي. لعب مع برادفورد سيتي وسوانزي سيتي ونادي ووركينغتون.